# Matthew P. Kennedy
Matthew Patrick Kennedy (* 28. Januar 1908 in Hoboken, New Jersey; † 16. Juni 1957 in Mineola, New York) war ein US-amerikanischer Basketball-Schiedsrichter.
Pat Kennedy hatte eine bei aller Fairness sehr extravagante Art der Spielleitung, die aber seine Autorität gegenüber Spielern und Publikum nicht kompromittierte. Er wurde 1959 als erster Basketballschiedsrichter posthum in die Naismith Memorial Basketball Hall of Fame aufgenommen.

## Karriere
Nach seinem High-School-Abschluss 1926 studierte Kennedy am Montclair State College und schloss 1928 als Sportlehrer ab. Im selben Jahr begann er, Basketball-Spiele der American Basketball League (ABL) zu leiten. Bald schiedste er College-Basketball-Spiele im Madison Square Garden, in der Ivy League und beim National Invitation Tournament (NIT). Unter den nahezu 4000 von ihm gepfiffenen Spielen waren auch Ansetzungen in der Metropolitan Basketball League, der National Basketball League (NBL) und der Basketball Association of America (BAA), deren allererste Spielansetzung er zusammen mit Nat Messenger leitete. Bis 1950 übersah er Ausbildung und Leistungsbewertung der BAA- und NBA-Referees. Danach ging er sechs Jahre mit den Harlem Globetrotters auf Tournee.
Kennedy war schlank und muskulös und pfiff bis zu 10 Spiele pro Woche und über 150 pro Saison. Er verlor regelmäßig zweieinhalb bis fünf Kilo pro Spiel, die er danach durch Bier und Sandwiches umgehend zurückgewann. Sein Stil als Schiedsrichter war aufsehenerregend und kam beim Publikum gut an. So stand sein Name auf Werbeplakaten zuweilen über denen der Teams der Ansetzung. Er schalt Spieler regelmäßig lautstark für grobe Fouls und deklarierte etwa Blocking Fouls mit Händen an den Hüften und einem gleichzeitigen Bunny Hop. Fair Play, Regeltreue und Ordnung standen dabei aber immer an erster Stelle. Nie entglitt ihm die Kontrolle über das Spielgeschehen. Einmal leitete er ein Spiel mit nacktem Oberkörper, nachdem sein Jersey von einem wütenden Spieler zerrissen worden war.

## Privates
Pat Kennedy war mit Frances Russo verheiratet und hatte zwei Töchter, Patricia und Janet. Er wirkte außerdem als Umpire im Minor League Baseball wie bspw. der International League.